# IPAQ h1940
Az iPAQ h1940 a Hewlett-Packard (röviden: HP) cég egy Pocket PC rendszerű PDA készüléke, a h1900-as széria utolsó előtti tagja (ezt a h1945-ös modell követte 2005-ben). A modell 2003 júniusában jelent meg. A sorozattal a HP az ár és a használhatóság közötti optimális arányt célozta meg, amit sikerült is elérnie. A h1940-es fő előnye az ára volt, ugyanis a hasonló árú zsebszámítógépekhez képest kétharmadába került. A gépet 2004 közepéig gyártotta a cég, de a gyártás beszüntetése után is hozzá lehetett jutni a „Renew” program keretében. A készülékeket még 2012-ben is használják, a szoftvertámogatás a HP részéről folyamatos, és továbbra is rendelkezésre áll a Windows Mobile 2003 operációs rendszerre írt programok széles választéka.

## Főbb jellemzők
- Méret: 113,3 × 69,8 × 12,8 mm (magasság, szélesség, mélység)
- Tömeg: 124 g
- Akkumulátor készenléti ideje: kb. 2–2,5 óra (használattól és háttérfény erejétől függően)
- Beépített memória: 64 MiB
- Bővíthetőség: SD kártya
- Processzor sebessége: 266 MHz
- Operációs rendszer: Microsoft Windows Mobile 2003 for Pocket PC

## Méretek
A 113,3 × 69,8 × 12,8 mm-es készülék méreteit tekintve még a mai zsebszámítógépekkel is felvehetné a versenyt. Legnagyobb előnye a vékonyságában rejlik. Szinte minden zsebbe belefér észrevétlenül és kényelmesen. Méretének azonban vagy egy hátránya: a kis hatékonyságú akkumulátor. Valószínűleg helyhiány miatt nem fért be, csak egy 900 mAh-s vékony akkumulátor.

## Akkumulátor
2–2,5 órán keresztül tudja ellátni a kéziszámítógépet töltés nélkül, ami viszonylag jó. Az akkumulátor előnye, hogy cserélhető, ezzel a tulajdonsággal a legtöbb régi gép nem rendelkezett.

## Kommunikáció
A zsebgép Bluetooth rádióval és infravörös kommunikációs porttal (IrDa) is fel van szerelve. Asztali számítógépünkkel a dobozban található USB szinkron kábellel lehetséges legegyszerűbben. Gyárilag nem tudjuk a gépünkkel elérni az internetet. Külső segédeszköz (például telefon) szükséges hozzá.

## Memória
Mindössze 64 megabájt memóriával rendelkezik, amiből 56 használható, de ennek is osztozni kell az adattár és a programok használatára szánt memóriában. Azért a helyzet nem olyan rossz, gyárilag a gépbe van építve egy 13 megabájtos Storage kártya, amit még több adat tárolására használhatunk. Ezen felül a gépbe van építve egy SD-kártyahely is, amely SDIO és SD/MMC szabványú kártyákat támogat, így a készülék külső memóriával és eszközökkel is bővíthető.

## Processzor
A gépet egy 266 MHz-es, ARM alapú Samsung S3C2410 processzor hajtja, ami remekül alkalmas minden program futtatására, de magas képkocka/másodpercű filmet nehezen játszik le. Hangfájlok lejátszására viszont tökéletes alkalmas, bár ezzel még gyorsabban lemerítjük gépünket.

## További tulajdonságok
Egyik legnagyobb hátránya a 2,5 mm-es jackdugó, amibe nem tudunk 3,5 mm-es dugós fülhallgatót dugni. Ezért a dobozban találunk egy 2,5-3,5 mm-es átalakítót, amivel már hallgathatjuk fülhallgatón is kedvenc zenéinket.
Másik hátránya az egymáshoz túl közel elhelyezkedő gombok. Nagyon könnyen le lehet véletlenségből kettőt is nyomni. Az ötirányú navigációs gombnak is hasonló a problémája, de ezt még meg lehet szokni.
Előrelépés a régebbi modellekhez képest viszont a fő LED színe. Az előző modellekben csak piros és zöld színekben villogott, ezzel szemben a h1940-esben kéken villogó led is található, ami a Bluetooth működését jelzi.
A gép legnagyobb hibája talán a túl sárgás kontrasztú kijelző. Ez ellen nem sokat lehet tenni. A kijelzővédő fóliák valamennyire kompenzálják a hibát, teljesen nem lehet megszabadulni a sárgás árnyalattól. Érdekesség, hogy az előző h1900-as széria gépeiben másfajta kijelző volt, aminek nem volt ez a hibája.